# Myzomela melanocephala
El mielero cabecinegro o meloncillo de cabeza negra (Myzomela melanocephala) es una especie de ave paseriforme de la familia Meliphagidae propia del archipiélago de las islas Salomón.

## Distribución y hábitat
Se encuentra únicamente en las selvas de las islas Florida, Savo y Guadalcanal, de las Islas Salomón.